# Knik-Fairview
Pour les articles homonymes, voir Knik.
Knik-Fairview est une localité d'Alaska aux États-Unis dans le Borough de Matanuska-Susitna. Elle fait partie de la zone statistique métropolitaine d'Anchorage et avait une population de 7 049 habitants en 2000.
Elle se situe sur la rive nord-ouest du Knik Arm sur le golfe de Cook à 37 km d'Anchorage, au sud de Wasilla.
Les températures moyennes de janvier vont de −33 °C à 4 °C et de 7 °C à 28 °C en juillet.

## Histoire
Les Dena'inas, de langue athapascane ont été les premiers habitants de la région. Le nom de Knik, qui signifie feu, a été donné à plusieurs lieux de la région du golfe de Cook. Une mission russe orthodoxe s'y est établie en 1835. De l'or ayant été trouvé en 1908, de nombreux prospecteurs y ont débarqué, entre 1913 et 1915 Knik-Fairview avait 500 habitants l'été et 1000 l'hiver et possédait deux magasins de fournitures générales, deux hôtels, un saloon, deux médecins, un coiffeur et une école.
Quand les habitants virent que le chemin de fer de l'Alaska ne passait pas à Knik, ils déménagèrent à Anchorage et à Wasilla. Six fermes furent toutefois installées en 1935 lors de l'intensification de la culture dans la vallée Matanuska. En 1960, lors de la construction de la route Knik-Goose Bay, les docks historiques et le quartier commercial furent démolis.
Knik est un point de ralliement de la course de traineaux Iditarod Trail Sled Dog Race.
L'économie locale est basée sur l'agriculture, bien que de nombreux habitants travaillent à Palmer, Anchorage ou Wasilla ou pratiquent des activités commerciales et de service localement.
La ville est reliée à Anchorage par la George Parks Highway, la Glenn Highway et les routes locales qui y mènent. Le chemin de fer de l'Alaska permet de rejoindre Seward et Fairbanks. Les aéroports les plus proches se trouvent à Palmer et à Wasilla et il existe de nombreuses pistes privées d'aérodromes, tandis que les hydravions peuvent arriver sur le lac de Wasilla et sur le Lac Lucille.

## Sources et références
- (en) CIS

- (en) Cet article est partiellement ou en totalité issu de l’article de Wikipédia en anglais intitulé « Knik-Fairview, Alaska » (voir la liste des auteurs).